# Ramzi Garmou
Ramzi Garmou (ur. 5 lutego 1945 w Zachu) – iracki duchowny chaldejski, posługujący w Iranie, Turcji, oraz państwach Europy. W latach 2018–2023 arcybiskup Diyarbakır.

## Życiorys
Święcenia prezbiteratu przyjął 13 stycznia 1977 jako kapłan chaldejskiej archidiecezji Teheranu. 5 maja 1995 został mianowany arcybiskupem koadiutorem macierzystej diecezji. Sakry udzielił mu 25 lutego 1996 chaldejski patriarcha Babilonu Rafael I BiDawid, któremu towarzyszyli arcybiskup Teheranu Youhannan Semaan Issayi oraz arcybiskup Urmii Thomas Meram. 7 lutego 1999 nastąpiła jego sukcesja na urząd arcybiskupa diecezjalnego Teheranu. 22 grudnia 2018 roku został mianowany arcybiskupem Diyarbakır w Turcji.
24 kwietnia 2023 przeszedł na emeryturę.